# Gerard van Gulik-Berg

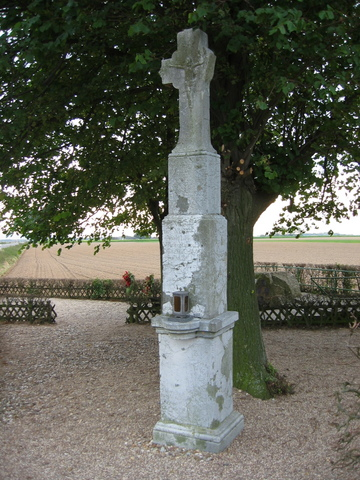
Sint-Hubertuskruis in Linnich

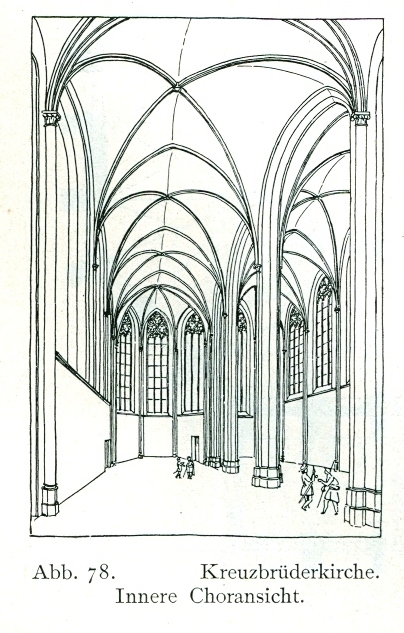
Kruisbroeders in Düsseldorf

Gerard van Gulik-Berg II/VII (circa 1416 - Niederkassel, 19 augustus 1475) was dubbel-hertog van Gulik en Berg van het jaar 1437 tot zijn dood in 1475. Tevens was hij graaf van Ravensberg van 1428 tot 1475.

## Familie
Gerard was enig kind van Willem van Berg-Ravensberg, lekenbisschop van Paderborn tot 1416, en van Adelheid van Tecklenburg. Zijn vader was graaf van Ravensberg en overleed in 1428.

## Opvolgingskwestie
Vanaf 1423 stortte zijn oom Adolf, hertog van Berg, zich in de tweede Gelderse successieoorlog. Hertog Adolf werd snel hertog van Gulik. Gerard werd meegesleurd in een lange en moeizame strijd om het hertogdom Gelre op aanstoken van zijn nonkel. Arnold van Egmont was hun tegenstander in Gelre. De lokale edelen in Gelre steunden Arnold, tegen de zin van het hertogelijk huis van Gulik-Berg en de Rooms-Duitse keizer Sigismund.

## Keizerlijke belening
Op 14 september 1437 werd hij door keizer Sigismund behalve met Gulik, Berg en Ravensberg ook beleend met Gelre en Zutphen, waarmee hij zijn overleden oom Adolf opvolgde als dubbel-hertog van Gulik-Berg. Het gelukte hem niet om erkenning in Gelre en Zutphen te krijgen, waar in 1423, na het overlijden van Reinald IV door de ridders en steden Arnold van Egmond erkend was, en de facto hertog van Gelre was. Gerard erfde tevens de moeizame oorlog met Gelre, waar Arnold van Egmont met gewapende hand bleef proberen zijn aanspraken op Gulik en Berg te verzilveren.
Hertog Filips de Goede van Bourgondië, een geslepen diplomaat, had weliswaar voor een bestand gezorgd doch de rooftochten vanuit Gelre hielden aan. Keizer Albrecht van Habsburg steunde Gerard formeel in zijn strijd om en tegen Gelre.
Gerard verpletterde vervolgens Arnold van Egmont in de slag bij Linnich (1444) aan de rivier de Roer. De overwinning van Gerard legde de lang aanslepende oorlog stil. Als beloning voor de overwinning stichtte Gerard de Ridderorde van Sint-Hubertus voor zijn edelen; de naam van de orde koos hij zo aangezien hij de overwinning behaalde op de feestdag van Sint-Hubertus. Een Sint-Hubertuskruis herinnert vandaag aan de veldslag in Linnich. De Egmondse dynastie zou tot in de zestiende eeuw aanspraak blijven maken op Gulik.
Gerard en zijn tegenstrever Arnold kwamen ten slotte tot een bestand (1447), maar Arnold kreeg achteraf nog af te rekenen met zijn rebellerende zoon Adolf van Egmond. In Düsseldorf, de residentiestad van de hertogen van Gulik-Berg, stichtte Gerard het klooster van de kruisbroeders.

## Regentschap
Vanaf 1450 leed Gerard meer en meer aan een geestesziekte. Zijn tweede vrouw, Sofie van Saksen-Lauenburg, werd regentes vanaf 1460. Na haar dood (1473) werd hun oudste zoon Willem regent. Ten slotte, na de dood van Gerard (1475) volgde Willem Gerard op in al zijn vorstendommen: Gulik, Berg en Ravensberg. Gerard werd begraven in de hertogelijke abdij van Altenberg.

## Voorouders
| Voorouders van Gerard van Gulik-Berg | Voorouders van Gerard van Gulik-Berg                                       | Voorouders van Gerard van Gulik-Berg                                       | Voorouders van Gerard van Gulik-Berg                                       | Voorouders van Gerard van Gulik-Berg                                       | Voorouders van Gerard van Gulik-Berg                                       | Voorouders van Gerard van Gulik-Berg                                       | Voorouders van Gerard van Gulik-Berg                                       | Voorouders van Gerard van Gulik-Berg                                       |
| ------------------------------------ | -------------------------------------------------------------------------- | -------------------------------------------------------------------------- | -------------------------------------------------------------------------- | -------------------------------------------------------------------------- | -------------------------------------------------------------------------- | -------------------------------------------------------------------------- | -------------------------------------------------------------------------- | -------------------------------------------------------------------------- |
| Overgrootouders                      | Gerard van Berg (1325-1360) ∞ Margaretha van Ravensberg (?-1389)           | Gerard van Berg (1325-1360) ∞ Margaretha van Ravensberg (?-1389)           | Ruprecht II van de Palts (1325-1398) ∞ Beatrix van Sicilië (1326-1365)     | Ruprecht II van de Palts (1325-1398) ∞ Beatrix van Sicilië (1326-1365)     | Otto VI van Tecklenburg (-1388) ∞ Adelheid van Lippe (-)                   | Otto VI van Tecklenburg (-1388) ∞ Adelheid van Lippe (-)                   | Frederik III van Moers (-) ∞ Walburga van Saarwerden (-)                   | Frederik III van Moers (-) ∞ Walburga van Saarwerden (-)                   |
| Grootouders                          | Willem I/II van Berg (1348-1408) ∞ Anna van de Palts (?-1389)              | Willem I/II van Berg (1348-1408) ∞ Anna van de Palts (?-1389)              | Willem I/II van Berg (1348-1408) ∞ Anna van de Palts (?-1389)              | Willem I/II van Berg (1348-1408) ∞ Anna van de Palts (?-1389)              | Nicolaas II van Tecklenburg (-1426) ∞ Anna Elisabeth van Moers (-1430)     | Nicolaas II van Tecklenburg (-1426) ∞ Anna Elisabeth van Moers (-1430)     | Nicolaas II van Tecklenburg (-1426) ∞ Anna Elisabeth van Moers (-1430)     | Nicolaas II van Tecklenburg (-1426) ∞ Anna Elisabeth van Moers (-1430)     |
| Ouders                               | Willem van Berg-Ravensberg (1382-1428) ∞ Adelheid van Tecklenburg (?-1389) | Willem van Berg-Ravensberg (1382-1428) ∞ Adelheid van Tecklenburg (?-1389) | Willem van Berg-Ravensberg (1382-1428) ∞ Adelheid van Tecklenburg (?-1389) | Willem van Berg-Ravensberg (1382-1428) ∞ Adelheid van Tecklenburg (?-1389) | Willem van Berg-Ravensberg (1382-1428) ∞ Adelheid van Tecklenburg (?-1389) | Willem van Berg-Ravensberg (1382-1428) ∞ Adelheid van Tecklenburg (?-1389) | Willem van Berg-Ravensberg (1382-1428) ∞ Adelheid van Tecklenburg (?-1389) | Willem van Berg-Ravensberg (1382-1428) ∞ Adelheid van Tecklenburg (?-1389) |
| Gerard van Gulik-Berg (1416-1475)    |                                                                            |                                                                            |                                                                            |                                                                            |                                                                            |                                                                            |                                                                            |                                                                            |